# Gustaw (Dziady)

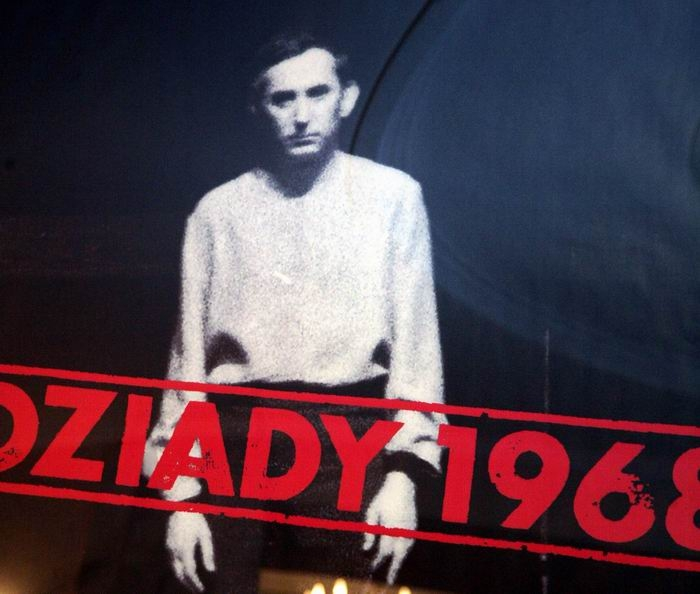
Gustaw Holoubek jako Gustaw w spektaklu Dziady z 1968 roku

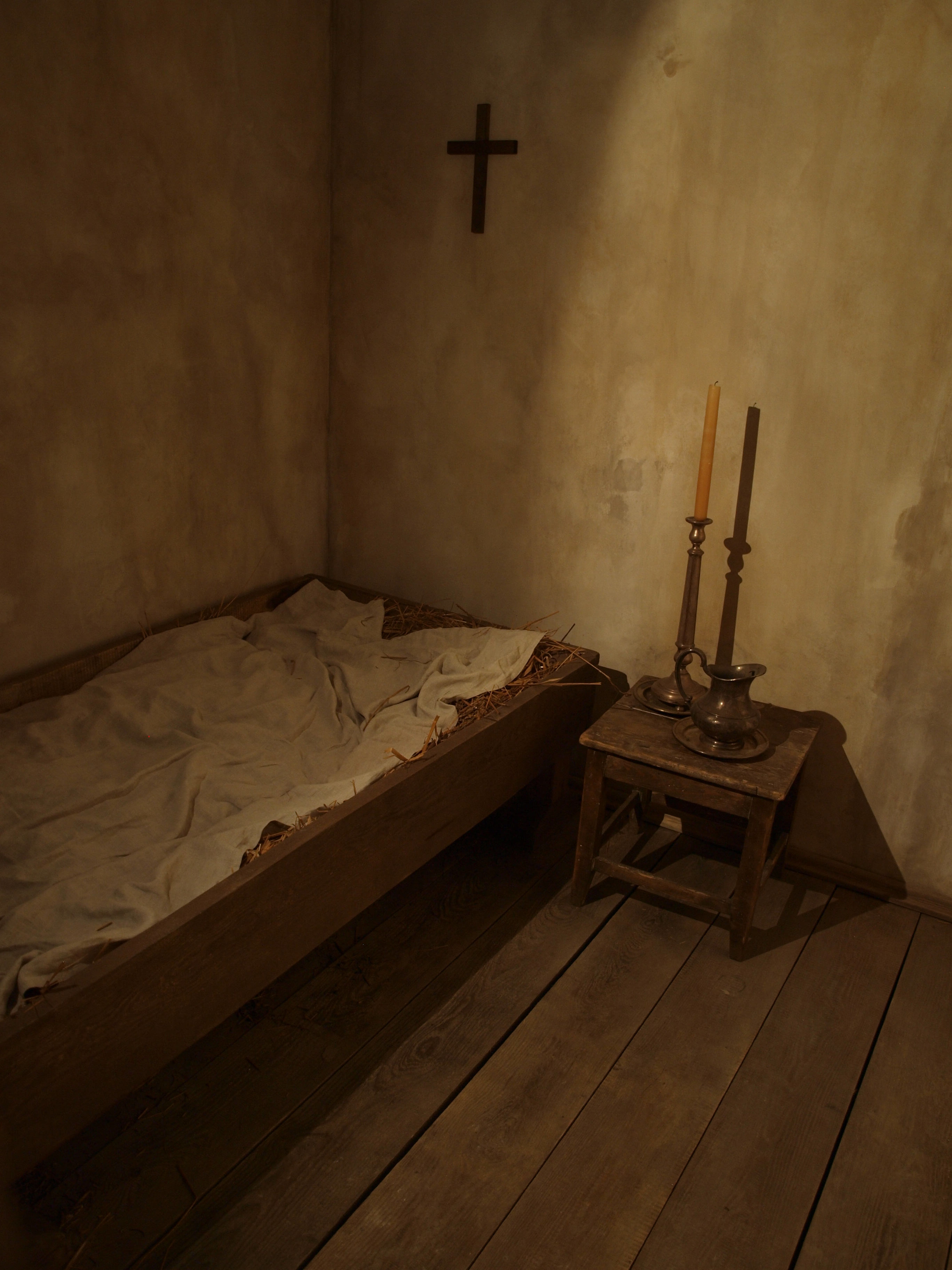
Ekspozycja wyobrażająca celę Konrada w byłym klasztorze bazylianów w Wilnie

Gustaw, znany też jako Konrad – postać fikcyjna występująca w cyklu dramatów Dziady Adama Mickiewicza.

## Biografia
Biografia Gustawa-Konrada nie jest łatwa do opisania. Dziady jako dramat romantyczny charakteryzują się kompozycją otwartą oraz fragmentarycznością. Wiele sytuacji nie jest do końca jasnych. W IV i II części Dziadów bohater jest upiorem – umarłym rozpaczającym z powodu nieszczęśliwej miłości. W III części w nie do końca jasny sposób znów jest żywym człowiekiem – bojownikiem o wolność ojczyzny.

### II część Dziadów
W II części Dziadów Gustaw pojawia się jako nieme widmo młodego człowieka z raną w sercu. Pojawia się nieoczekiwanie pod koniec obrzędu dziadów. Nie reaguje na wezwania i przekleństwa Guślarza i reszty. Duch ten zmierza w stronę jednej z wieśniaczek i wskazuje na swoje zranione serce.

### IV część Dziadów
Akcja IV cześć Dziadów toczy się w Zaduszki. Gustaw pojawia się jako pustelnik w domu greckokatolickiego księdza, swojego dawnego nauczyciela. Ksiądz początkowo go nie rozpoznaje. Gustaw opowiada księdzu historię swojego życia i miłości. Z opowieści czytelnik dowiaduje się, że to ksiądz nauczył go czytać i wprowadził w świat sentymentalnej i romantycznej literatury idealizującej obraz miłości. Wierzący w idealną miłość Gustaw zakochał się w kobiecie o imieniu Maryla. Kiedy ta poślubiła innego, zrozpaczony Gustaw popełnił samobójstwo.
Gustaw opowiadając swoją historię sprawia wrażenie obłąkanego. Jego wyznania rwą się, myśli się plączą i często przeskakują z tematu na temat.
Przełomowe momenty tej historii odmierzane są biciem zegara: W pierwszej godzinie – godzinie miłości – Pustelnik, jeszcze nie rozpoznany przez księdza, mówi o romantycznej miłości, jej boskim pochodzeniu i skutkach. W drugiej godzinie – rozpaczy – Pustelnik jako rozpoznany już przez księdza Gustaw wspomina swoje zmarnowane przez nieszczęśliwą miłość życie. Skarży się na istniejące stosunki społeczne utrudniające połączenie się kochanków węzłem małżeńskim. W końcu przebija się sztyletem, ale nie pada. W trzeciej godzinie – przestrogi – ksiądz orientuje się, że Gustaw jest upiorem. Ten prosi księdza o przywrócenie obrzędu dziadów, przynoszącego ulgę czyśćcowym duszom.

### III część Dziadów
W III części Dziadów bohater przechodzi przemianę wewnętrzną. Symbolem tej przemiany jest napis, który wykonał na ścianie celi więziennej "Umarł Gustaw – narodził się Konrad".
Przemiana polega na tym, że dawny Gustaw – owładnięty niespełnionym uczuciem miłości – staje się Konradem, którego celem życia jest działanie na rzecz narodu. Od tej pory Konrad jest wojownikiem o wolność ojczyzny.
W początkowych scenach dramatu Konrad przebywa w carskim więzieniu wraz z innymi polskimi patriotami. O jego dusze rywalizują anioły i diabły. Wiadomo, że jest utalentowanym poetą. On sam uważa się za jednostkę wybitną. Ma ambicje, by przewodzić narodowi. Przepełnia go pycha i przekonanie o swojej wyjątkowości. Pycha ta prowadzi go do buntu przeciwko Bogu (tzw. Wielka improwizacja), od którego żąda władzy nad światem, aby urządzić go lepiej. Oskarża Boga w ten sposób o całe zło istniejące na świecie. Desperację tę poniekąd usprawiedliwia patriotyzm Konrada, który boleje nad cierpieniem własnego narodu.
Ostatecznie monolog Konrada kończy się zemdleniem, które powstrzymuje go przed bluźnierczym porównaniem Boga do cara. Przybyły na pomoc ksiądz Piotr egzorcyzmuje Konrada, wypędzając z niego demona.
W końcowej scenie dramatu widać Konrada w kolumnie wozów jadących na Syberię.

## Nawiązania w kulturze
- W 1919 roku Antoni Słonimski opublikował wiersz Czarna wiosna, w którym znalazło się słynne zdanie: "Ojczyzna moja wolna, wolna... Więc zrzucam z ramion płaszcz Konrada". Obrazuje ono tendencje, jakie po odzyskaniu przez Polskę niepodległości po ponad stuletniej niewoli zdominowały polską poezję. Duża część poetów uznała, że nadszedł czas, by położyć kres tematyce patriotycznej, narodowościowej i wyzwoleńczej w literaturze pięknej[6].
- W pieśni patriotycznej Marsz Sybiraków (tekst Marian Jonkajtys) pojawia się imię Konrada[7].
- W filmie Lawa (1989) będącej ekranizacją Dziadów rolę Gustawa-Konrada zagrali Gustaw Holoubek oraz Artur Żmijewski (młody Gustaw).